# Ајвали (Алабама)
Ајвали (енгл. Ivalee) насељено је место без административног статуса у америчкој савезној држави Алабама.

## Демографија
По попису из 2010. године број становника је 879.
| Група             | 2000.    | 2010.       |
| Белци             | 0 (0,0%) | 843 (95,9%) |
| Афроамериканци    | 0 (0,0%) | 14 (1,6%)   |
| Азијати           | 0 (0,0%) | 0 (0,0%)    |
| Хиспаноамериканци | 0 (0,0%) | 12 (1,4%)   |
| Укупно            | 0        | 879         |